# Piotr Drożdżewski
Piotr Drożdżewski (ur. 30 listopada 1948 w Zbąszyniu) – polski inżynier chemik i kompozytor.

## Życiorys
Urodził się 30 listopada 1948 roku w Zbąszyniu. Od 1966 roku studiował chemię ze specjalnością metalurgia pierwiastków rzadkich na Politechnice Wrocławskiej, na tej samej uczelni doktoryzował się i habilitował (w latach 1975 i 1990), a w 2000 roku został mianowany na profesora nadzwyczajnego. W latach 1991–1996 był zastępcą dyrektora instytutu ds. dydaktyki. W swojej pracy skupia się na obszarach chemii koordynacyjnej, chemii kwantowej, spektroskopii (głównie oscylacyjnej) oraz chemii bionieorganicznej. Od 2004 roku jest profesorem na Wydziale Chemicznym Politechniki Wrocławskiej, pełnił także funkcje prodziekana Wydziału Chemicznego Politechniki Wrocławskiej.
Studia z kompozycji ukończył w 1977 roku na Akademii Muzycznej we Wrocławiu u Ryszarda Bukowskiego i Leszka Wisłockiego. Za swoje kompozycje otrzymał nagrody na Konkursie Polskiego Radia w Warszawie (1980), XXIII Konkursie Młodych Związku Kompozytorów Polskich w Warszawie (1980) i Konkursie Kompozytorskim im. Karola Lipińskiego we Wrocławiu (1990). Od 1986 roku należy do Związku Kompozytorów Polskich, i w jego wrocławskim oddziale pełnił funkcję skarbnika, a od 2001 roku do Towarzystwa Bachowskiego we Wrocławiu, zaś w 2005 roku przystąpił do Stowarzyszenia Artystycznego im. Ryszarda Bukowskiego.
W 2000 roku otrzymał Srebrny Krzyż Zasługi.

## Kompozycje
- Kwartet smyczkowy nr 1 (1976)
- Kwartet smyczkowy nr 2 (1978)
- Taniec na Smyczki (1979)
- Sinfonia da Camera na flet, obój, klarnet i fagot oraz smyczki (1980)
- Kwartet smyczkowy nr 3 (1981)
- Cadenza „Es ist genug” na klawesyn (1982)
- Sonata a due Violini (1983)
- Nowele na fortepian (1984)
- Expansion na orkiestrę (1986)
- Dwa Kaprysy na skrzypce solo (1990)
- Salve Regina, motet na chór mieszany (1991)
- Ballada na klarnet i smyczki (1997)
- Scherzino per Violino (2001)
- Reflections, siedem miniatur na chór mieszany (2003)
- Srebrna Muzyka na orkiestrę (2005)
- Trio na flet, skrzypce i fortepian (2006)
- Krzyż i Dziecko, poemat na chór mieszany (2006)
- Ech Muzyka, Muzyka do wiersza Konstantego Ildefonsa Gałczyńskiego na sopran i skrzypce (2007)
- Cztery barwne wariacje na temat stałej Plancka na kwartet smyczkowy (2010)

Źródło: Culture.pl.